# Dewanand Balesar
Dewanand Balesar is een Surinaams politicus. Hij was van 2000 tot 2005 minister van Openbare Werken.

## Biografie
Op 12 augustus 2000 werd Dewanand Balesar namens de Vooruitstrevende Hervormings Partij (VHP) minister van Openbare Werken in het tweede kabinet-Venetiaan. Enkele weken voor de verkiezingen van 25 mei 2005 werd hij op non-actief gesteld omdat hij verdacht werd van onder andere corruptie. Dat nam niet weg dat hem per 1 september 2005 eervol ontslag als minister werd verleend. Op verzoek van de procureur-generaal Subhas Punwasi besloot De Nationale Assemblée hem op 25 augustus 2005 in staat van beschuldiging te stellen waarna het gerechtelijk vooronderzoek tegen hem gestart kon worden. De tenlastelegging was het tekenen van contracten met aannemers die niet werden uitgevoerd.
Het Openbaar Ministerie eiste 4 jaar gevangenisstraf en ontzetting uit het recht om ambten bij de overheid te bekleden. Balesar bleef ontkennen schuldig te zijn maar de rechter bij het Hof van Justitie dacht daar anders over en veroordeelde hem eind december 2008 tot twee jaar onvoorwaardelijke celstraf en daarnaast mocht hij gedurende vijf jaar geen ambt bekleden bij de overheid. Balesar was van januari 2009 tot eind mei 2010 gedetineerd in de gevangenis Santo Boma.
Eind 2012 richtte hij met strafrechtadvocaat Irvin Kanhai een mijnbouwbedrijf op met de naam Ferro non Ferro Minerals. Kanhai noemde Balesar een brilliant geoloog die net als Errol Alibux een tweede kans verdiende.
In 2014 trok de regering-Bouterse Balesar aan als commissielid die een treinverbinding tussen Onverwacht en Poelepantje onderzocht. Er was kritiek binnen de gelederen van de NDP, maar Balesar werd gesteund door DNA-lid voor de NDP, Rachied Doekhie, die een verband zag met Ramon Abrahams die ook veroordeeld was en in de politiek terugkeerde. De kosten van de aanleg werden later begroot op 130 miljoen euro en de spoorlijn is er uiteindelijk niet gekomen.
Balesar maakte in 2017 ook deel uit van de commissie die zich bezighield met het vertrek van Alcoa uit Suriname. Kritiek was er vanuit VHP- hoek, dat Bouterse Balesar benoemde en anderhalve week eerder in de nieuwjaarsrede een kruistocht tegen corruptie had aangekondigd. Tijdens de regering van Bouterse was ook geen strafzaak tegen politici begonnen terwijl dit in het decennium ervoor wel was gebeurd bij Balesar, Abilux en Siegfried Gilds.